# Софтуерно устройство
Софтуерно устройство (на английски: software appliance) е софтуерно приложение, което може да бъде комбинирано с напълно достатъчна операционна система (JeOS), за да работи оптимално на стандартен промишлен хардуер (най-често сървър) или на виртуална машина.
Софтуерното устройство представлява микропроцесорна система със заводски конфигуриран и инициализиран хардуер и фърмуер, снабдена от производителя със супервайзор, върху който може да се инсталира софтуер под формата на изображения (.iso архив) на виртуална ОС или приложен софтуер.

Софтуерният уред не позволява преконфигуриране и модификации по хардуера, но осигурява известна гъвкавост за конфигуриране на софтуер от потребителя, без това да е за сметка на сигурността и безотказността на работа на системата.